# Закритий парк

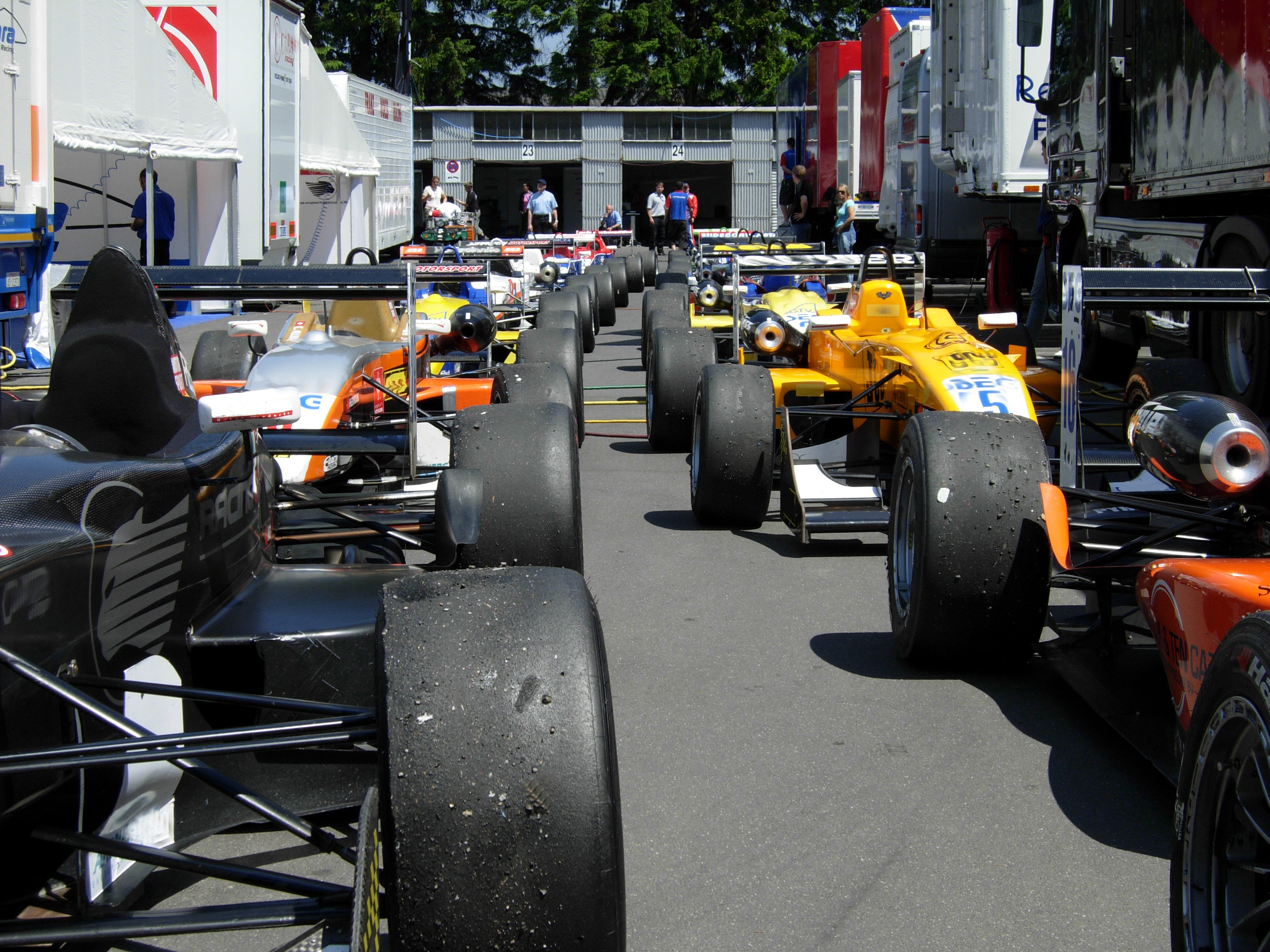
Закритий парк в Формулі-3.

Закритий парк (фр. Parc fermé) — це окрема територія на трасі для автоперегонів, що знаходиться під наглядом суддів, де автомобілі розташовуються після, а іноді і перед гонкою.

## Опис
Наприклад, згідно з правилами FIA в Формулі-1, зона має бути достатньо великою та безпечною, щоб запобігти несанкціонованому доступу до машин, дозволяючи при цьому проводити технічні перевірки. Автомобілі повинні бути розміщені в закритому парку протягом трьох з половиною годин після закінчення кваліфікації та до п’яти годин перед початком кола формування перегонів. По суті, ніхто не повинен торкатися автомобілів у цій зоні без прямого дозволу стюардів FIA.
Тим не менш, автомобілі перебувають під правилами «закритого парку» з моменту виїзду з боксів для кваліфікації до початку кола формування перегонів. За цих умов допускаються лише незначні коригування, такі як заміна шин, дозаправка, прокачка гальм і незначні коригування переднього крила. Таким чином, команди не можуть вносити серйозні зміни в налаштування між кваліфікацією та гонкою. Порушення таких правил зазвичай означає, що автомобіль повинен буде стартувати з піт-лейну.
Єдиним винятком є зміна кліматичних умов, коли директор перегонів надасть командам дозвіл на внесення відповідних змін до своїх автомобілів, або у випадку серйозних аварій, що порушують цілісність автомобіля.
У змаганнях з дуатлону (біг-велосипед-біг) та тріатлону (плавання-велосипед-біг) «закритий парк» — це безпечна зона, де зберігаються велосипеди під час змагань. Відповідно до правил доступ до велосипедів мають лише самі спортсмени, оскільки будь-яка стороння допомога в цьому виді спорту заборонена.